# Себастьян Леліо
Себастья́н Ле́ліо (ісп. Sebastián Lelio; 8 березня 1974, Мендоса, Аргентина) — чилійський кінорежисер, сценарист та монтажер. Лауреат та номінант багатьох фестивальних та професійних кінонагород за свої фільми .

## Біографія
Себастьян Леліо народився 8 березня 1974 року в Мендосі, Аргентина. Його батько, архітектор, аргентинець за походженням, два роки по тому переїхав до Вінья-дель-Мар в Чилі. Мати Себастьяна, Валерія, — чилійка, балерина. Себастьян був єдиним сином подружньої пари, але має сімох зведених братів. Після вивчення протягом року журналістики в Університеті Андреса Бельо (ісп. Universidad Andrés Bello), закінчив «Кіношколу Чилі» (ісп. Escuela de Cine de Chile) в Сантьяго, та почав кінокар'єру зі знімання короткометражок (від 1995 до 2003 року зняв 5 таких стрічок), музичних відеокліпів та документальних фільмів.
У 2005 році Себастьян Леліо дебютував повнометражним ігровим фільмом «Святе сімейство», прем'єра якого відбулася на Міжнародному кінофестивалі у Сан-Себастьяні. Знятий протягом трьох днів і відредагований протягом майже одного року, фільм показали на понад ста кінофестивалях й він отримав низку національних та міжнародних нагород. 2009 року вийшов другий художній фільм Леліо, «Різдво», прем'єра якого відбулася на Каннському кінофестивалі.
Прем'єра третього повнометражного художнього фільму Леліо «Рік тигра» відбулася на Міжнародному кінофестивалі в Локарно в 2011 році. Дія фільму розгортається в період після землетрусу 2010 року в Чилі й розповідає про в'язня-втікача, який подорожує районами, які найбільше постраждали від землетрусу.
Четверта ігрова кінострічка Леліо, «Глорія», здобула в 2012 році на Міжнародному кінофестивалі в Сан-Себастьяні нагороду «Прогрес у кіно». Світова прем'єра фільму відбулася на Міжнародному кінофестивалі в Берліні 2013 року, де вона мала успіх і була відмічена «Срібним ведмедем» за найкращу жіночу роль, яку зіграла акторка Пауліна Гарсія.
У 2017 році Себастьян Леліо випустив свій п'ятий повнометражний фільм «Фантастична жінка», прем'єра якого відбулася на 67-му Берлінському міжнародному кінофестивалі де він здобув Приз екуменічного журі та премію «Тедді» за найкращий художній фільм. У 2018 році фільм був номінований як найкращий фільм іноземною мовою на премію «Золотий глобус» та отримав «Оскар» Американської кіноакадемії в номінації «Найкращий фільм іноземною мовою».

## Фільмографія
| Рік  |     | Назва українською | Оригінальна назва    | Режисер | Сценарист | Монтажер | Продюсер |
| ---- | --- | ----------------- | -------------------- | ------- | --------- | -------- | -------- |
| 1995 | к/м | 4                 | 4                    | Так     | Так       |          |          |
| 2000 |     | Смог              | Smog                 | Так     | Так       |          |          |
| 2002 | к/м | Міські фрагменти  | Fragmentos urbanos   | Так     | Так       |          |          |
| 2002 |     | Місто чудес       | Ciudad de maravillas | Так     | Так       |          |          |
| 2003 | к/м |                   | Carga vital          | Так     | Так       |          |          |
| 2005 |     | Святе сімейство   | La sagrada familia   | Так     | Так       | Так      |          |
| 2009 |     | Різдво            | Navidad              | Так     | Так       | Так      |          |
| 2011 |     | Рік тигра         | El año del tigre     | Так     |           | Так      |          |
| 2013 |     | Глорія            | Gloria               | Так     | Так       | Так      |          |
| 2017 |     | Фантастична жінка | Una mujer fantástica | Так     | Так       |          | Так      |
| 2017 |     | Непокора          | Disobedience         | Так     | Так       |          |          |
| 2018 |     | Глорія Белл       | Gloria Bell          | Так     | Так       |          |          |
| 2022 |     | Диво              | The Wonder           | Так     | Так       |          |          |

## Визнання
| Рік                                                                                       | Категорія                                                         | Фільм             | Результат |
| ----------------------------------------------------------------------------------------- | ----------------------------------------------------------------- | ----------------- | --------- |
| Женевський міжнародний кінофестиваль                                                      |                                                                   |                   |           |
| 2005                                                                                      | Приз Titra                                                        | Святе сімейство   | Перемога  |
| Міжнародний фестиваль незалежного кіно в Буенос-Айресі                                    |                                                                   |                   |           |
| 2006                                                                                      | Премія Всесвітньої католицької асоціації по комунікаціях (SIGNIS) | Святе сімейство   | Перемога  |
| Кінофестиваль Ланської Америки в Лімі                                                     |                                                                   |                   |           |
| 2006                                                                                      | Приз за найкращий перший фільм — Спеціальна згадка                | Святе сімейство   | Перемога  |
| 2013                                                                                      | Приз найкращому режисерові                                        | Глорія            | Перемога  |
| Міжнародний кінофестиваль країн Азійсько-Тихоокеанського регіон «Тихоокеанський меридіан» |                                                                   |                   |           |
| 2006                                                                                      | Спеціальний приз журі                                             | Святе сімейство   | Перемога  |
| Латиноамериканський кінофестиваль в Тулузі                                                |                                                                   |                   |           |
| 2006                                                                                      | Гран-прі                                                          | Святе сімейство   | Перемога  |
| 2006                                                                                      | Приз ФІПРЕССІ                                                     | Святе сімейство   | Перемога  |
| Міжнародний кінофестиваль Америк в Остіні                                                 |                                                                   |                   |           |
| 2006                                                                                      | Спеціальна згадка — Перший фільм                                  | Святе сімейство   | Перемога  |
| Каннський міжнародний кінофестиваль                                                       |                                                                   |                   |           |
| 2009                                                                                      | Приз Міжнародної конфедерації художнього кіно (C.I.C.A.E.)        | Різдво            | Номінація |
| Картахенський кінофестиваль                                                               |                                                                   |                   |           |
| 2012                                                                                      | Приз Golden India Catalina за найкращий фільм                     | Рік тигра         | Номінація |
| Міжнародний кінофестиваль у Локарно                                                       |                                                                   |                   |           |
| 2011                                                                                      | Золотий леопард                                                   | Рік тигра         | Номінація |
| 2011                                                                                      | Приз молодіжного журі                                             | Рік тигра         | Перемога  |
| 2013                                                                                      | Приз Variety Piazza Grande                                        | Глорія            | Номінація |
| Міжнародний кінофестиваль у Сан-Себастьяні                                                |                                                                   |                   |           |
| 2012                                                                                      | Нагорода «Прогрес у кіно»                                         | Глорія            | Перемога  |
| 2017                                                                                      | Премія «Себастьян» за найкращий фільм                             | Фантастична жінка | Номінація |
| 2017                                                                                      | Приз «Себастьян» за найкращий латиноамериканський фільм           | Фантастична жінка | Перемога  |
| 2017                                                                                      | Приз «Горизонти»                                                  | Фантастична жінка | Номінація |
| Берлінський міжнародний кінофестиваль                                                     |                                                                   |                   |           |
| 2013                                                                                      | Золотий ведмідь                                                   | Глорія            | Номінація |
| 2013                                                                                      | Приз екуменічного журі                                            | Глорія            | Перемога  |
| 2013                                                                                      | Приз Гільдії німецького арт-хаусного кіно                         | Глорія            | Перемога  |
| 2017                                                                                      | Золотий ведмідь                                                   | Фантастична жінка | Номінація |
| 2017                                                                                      | Срібний ведмідь за найкращий сценарій                             | Фантастична жінка | Номінація |
| 2017                                                                                      | Приз екуменічного журі — Спеціальна згадка                        | Фантастична жінка | Перемога  |
| 2017                                                                                      | Премія «Teddy» за найкращий ігровий фільм                         | Фантастична жінка | Перемога  |
| Бомбейський міжнародний кінофестиваль                                                     |                                                                   |                   |           |
| 2013                                                                                      | Найкращий фільм                                                   | Глорія            | Перемога  |
| Гаванський кінофестиваль                                                                  |                                                                   |                   |           |
| 2013                                                                                      | Приз Великий корал — Третій приз (найкращий фільм)                | Глорія            | Перемога  |
| Премія «Гойя»                                                                             |                                                                   |                   |           |
| 2014                                                                                      | Найкращий Іберо-Американський фільм                               | Глорія            | Номінація |
| 2018                                                                                      | Найкращий Іберо-Американський фільм                               | Фантастична жінка | Перемога  |
| Премія «Незалежний дух»                                                                   |                                                                   |                   |           |
| 2014                                                                                      | Найкращий міжнародний фільм                                       | Глорія            | Номінація |
| 2018                                                                                      | Найкращий міжнародний фільм                                       | Фантастична жінка | Перемога  |
| Премія «Аріель»                                                                           |                                                                   |                   |           |
| 2014                                                                                      | Срібний Аріель за найкращий латиноамериканський фільм             | Глорія            | Перемога  |
| Аргентинська асоціація кінокритиків                                                       |                                                                   |                   |           |
| 2016                                                                                      | Срібний кондор за найкращий іноземний фільм іспанською мовою      | Глорія            | Перемога  |
| Премія «Фенікс»                                                                           |                                                                   |                   |           |
| 2017                                                                                      | Найкращий режисер                                                 | Фантастична жінка | Перемога  |
| Кінофестиваль у Кабурі                                                                    |                                                                   |                   |           |
| 2017                                                                                      | Гран-прі фестивалю                                                | Фантастична жінка | Перемога  |
| Премія «Золотий глобус»                                                                   |                                                                   |                   |           |
| 2018                                                                                      | Найкращий фільм іноземною мовою                                   | Фантастична жінка | Номінація |
| Премія «Оскар»                                                                            |                                                                   |                   |           |
| 2018                                                                                      | Найкращий фільм іноземною мовою                                   | Фантастична жінка | Перемога  |